# Милош Милутинович
Милош Милутинович (на сръбски: Милош Милутиновић) е бивш сръбски футболист и треньор.

## Кариера

### Футболист
През клубната си кариера играе за Партизан (Белград), ОФК Белград, Байерн Мюнхен, Париж и Стад Франсе. През сезон 1955/56, той вкарва два гола в първия по рода си европейски мач на европейските шампиони, при равенството 3:3 между Партизан и Спортинг Лисабон. В ответния мач, той отбелязва четири гола, с които Партизан печели 5:2 в Белград. В четвъртфиналите, Милутинович вкарва два гола за 3:0 над бъдещите шампиони Реал Мадрид.
В края на кариерата си има 245 мача и отбеляза 107 гола. С Партизан печели две национални купи (1954 и 1957). През 1959 г. претърпява операция, поради проблеми с белите дробове.
С националния отбор по футбол на Югославия, е обявен за играч на турнира, когато Югославия спечелва европейската титла за младежи през 1951 г., завършвайки най-резултатен с четири гола. Милутинович прави международен дебют на 21 май 1953 г. срещу Уелс, при победата с 5:2. Общо има 33 мача за Югославия и участие на две световни първенства - 1954 и 1958 г.

### Треньор
След оттеглянето си като футболист, той става треньор на ОФК Белград, Дубочица (Лесковац), Пролетер (Зренянин), Атлас, Бешикташ, Алтай, Вележ Мостар (печели националната купа през 1981 г.), Партизан (Белград) (печели шампионата през 1983 г.), и югославския национален отбор.

## Личен живот
Брат е на известния треньор Бора Милутинович и на Милорад Милутинович, с когото са съотборници на Мондиал 1958 г.